# Pulosari (Pemalang)
Pulosari is een  (kecamatan) in het regentschap Pemalang in de Indonesische provincie Midden-Java op Java, Indonesië.
Pulosari ligt in het bergachtig zuidwestelijke deel van het regentschap. Op de grens met de regentschappen 
Tegal en Purbalingga ligt de berg Slamet, waarvan de top binnen het onderdistrict Pulosari ligt. Slamet is een stratovulkaan en met 3.428 meter de hoogste berg van Midden-Java.

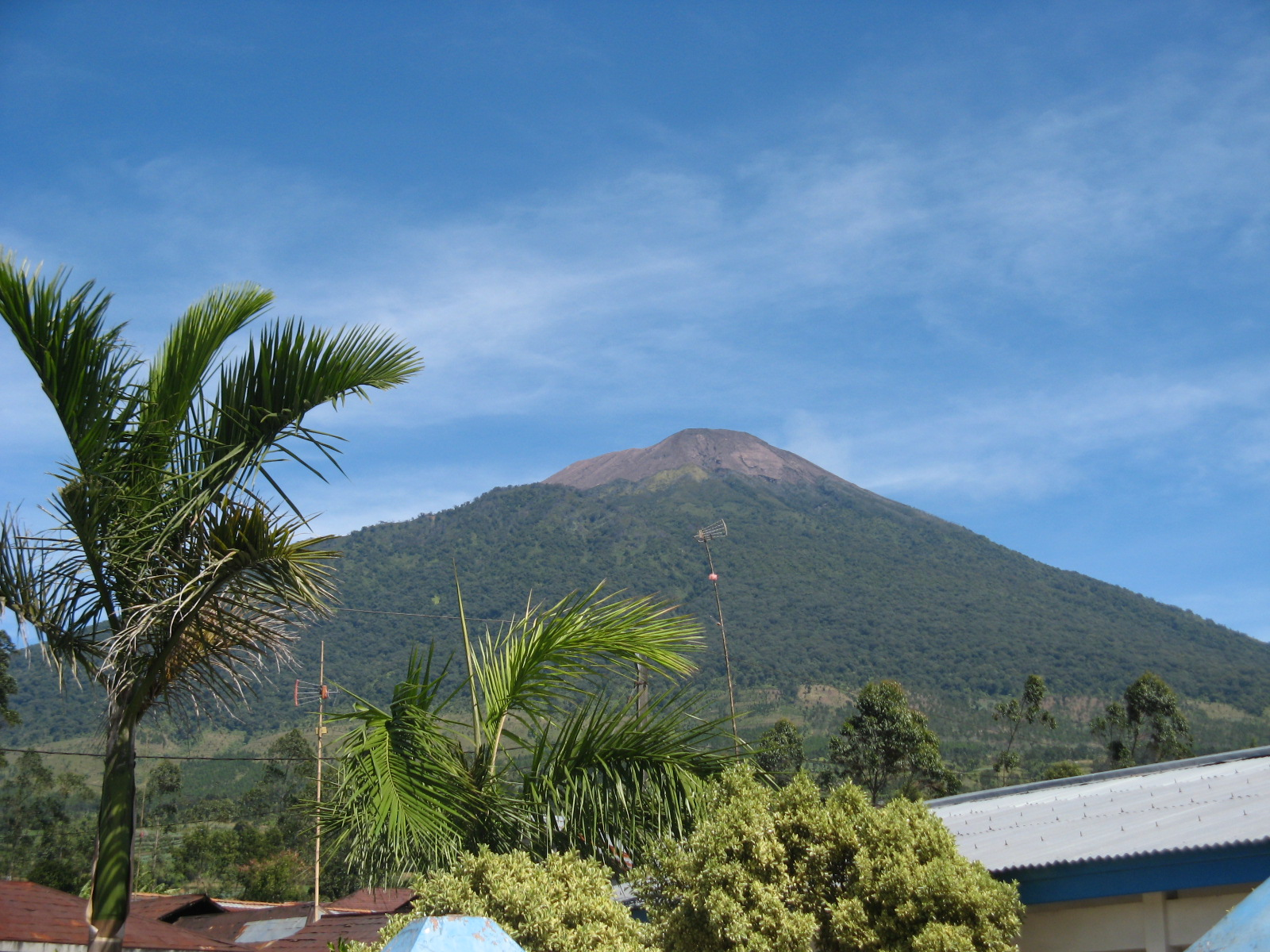
Berg Slamet gezien vanaf Clekatakan.

## Verdere onderverdeling
Het onderdistrict Pulosari is anno 2010 verdeeld in 12 kelurahan, plaatsen en dorpen:
| Plaats code | Naam kelurahan, plaatsen en dorpen | Inwoners in 2010 |
| ----------- | ---------------------------------- | ---------------- |
| 001         | Clekatakan                         | 6.074            |
| 002         | Batursari                          | 2.783            |
| 003         | Penakir                            | 4.944            |
| 004         | Gunungsari                         | 3.868            |
| 005         | Jurangmangu                        | 1.236            |
| 006         | Gambuhan                           | 7.350            |
| 007         | Karangsari                         | 5.015            |
| 008         | Nyalembeng                         | 2.882            |
| 009         | Pulosari                           | 8.065            |
| 010         | Pagenteran                         | 1.854            |
| 011         | Siremeng                           | 5.278            |
| 012         | Cikendung                          | 4.952            |